# Язичницькі повстання в Чехії
Язичницькі повстання в Чехії - історичне найменування серії подій в Чехії часів правління династії Пржемисловичів в першій половині X століття, кульмінацією яких було язичницьке повстання, організоване Драгомирою - дружиною Вратислава I.
Діяльність Вратислава I і його сина св. Вацлава посприяла в першій половині X століття придбанню християнством потужного впливу в чеській державі. Під час політичних потрясінь розповсюджується християнство, підтримуване чеськими Пржемисловичами, яке наштовхнулося на протистояння від язичницьких сил. Вратислав I, всупереч волі своєї хрещеної матері - св. Людмили (вдови першого християнського правителя Чехії - Боржівоя), взяв у дружини княжну-язичницю Драгомиру, від якої мав двох синів - Вацлава, прозваного Святим і Болеслава.
Ще перед смертю Вратислав наказав своїй матері, щоб вона берегла обох синів і владу в державі. Однак, згідно з середньовічними порядками, владу взяла в свої руки, відразу ж після смерті Вратислава, його дружина княгиня Драгомира, підтримувана молодшим із синів, який повернувся до неї, пручаючись спробам  навернути його в християнство. Драгомира і Болеслав негативно ставилися до посилення ворожого німецького впливу і підтримували язичницькі традиції. Згідно з чеською історіографічною традицією Драгомира почала нищення церков і переслідування християнського духовенства. Жертвою язичницького перевороту крім інших стала і мати Вратислава I Людмила (задушена 15 вересня 921 року людьми, посланими, згідно з переказами, невісткою).

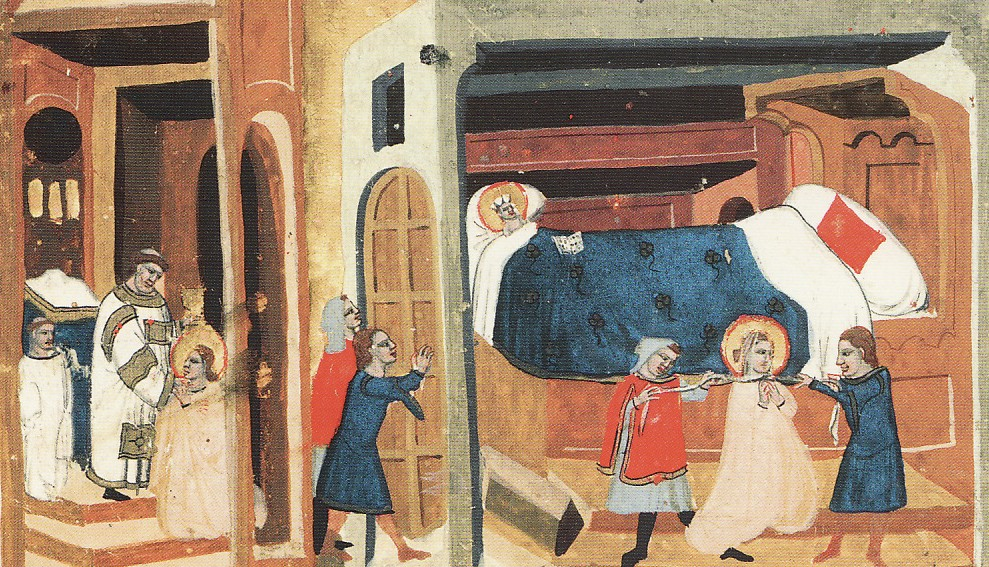
Вбивство княгині Людмили

Язичницьке повстання в кінцевому підсумку призвело до втручання німецьких правителів, які не хотіли йти за народом і боялись загрози втрати свого впливу. На допомогу адепту християнства Вацлава прибув Арнульф, князь Баварії, а також король Генріх I. Інтервенція останнього змусила Драгомира віддати владу законному спадкоємцю трону - 13-річному Вацлаву. Вацлав прийняв владу у 924 році, відновлюючи зруйновані церкви і церковну службу. Однак політичний провал Вацлава (зокрема слабкість перед Німеччиною) привів зрештою до формування змови, яку очолював її молодший брат Вацлава - Болеслав. Згідно життєпису, Вацлав, будучи запрошеним взяти участь в освяченні місцевої церкви в Стара-Болеславі, був убитий, як свідчить один з переказів - у церкві, 28 вересня 935 Болеславом і його лицарями. Смерть Вацлава однак не зупинила подальшого процесу християнізації країни, який проводився переважно силами німецького духовенства.